# Platyplectrum
Platyplectrum es un género de anfibios anuros de la familia Limnodynastidae endémicos de Australia, Nueva Guinea y la isla Aru. En 2021, las especies del género Lechriodus se movieron a Platyplectrum .

## Especies
Se reconocen las siguientes seis especies:
- Platyplectrum aganoposis (Zweifel, 1972)
- Platyplectrum fletcheri (Boulenger, 1890)
- Platyplectrum melanopyga (Doria, 1875)
- Platyplectrum ornatum (Gray, 1842)
- Platyplectrum platyceps (Parker, 1940)
- Platyplectrum spenceri (Parker, 1940)